# Archidiocèse de Bologne
L'archidiocèse de Bologne (en latin : archidioecesis Bononiensis ; en italien : Arcidiocesi di Bologna ) est un archidiocèse métropolitain de l'Église catholique en Italie appartenant à la région ecclésiastique d'Émilie-Romagne.

## Territoire

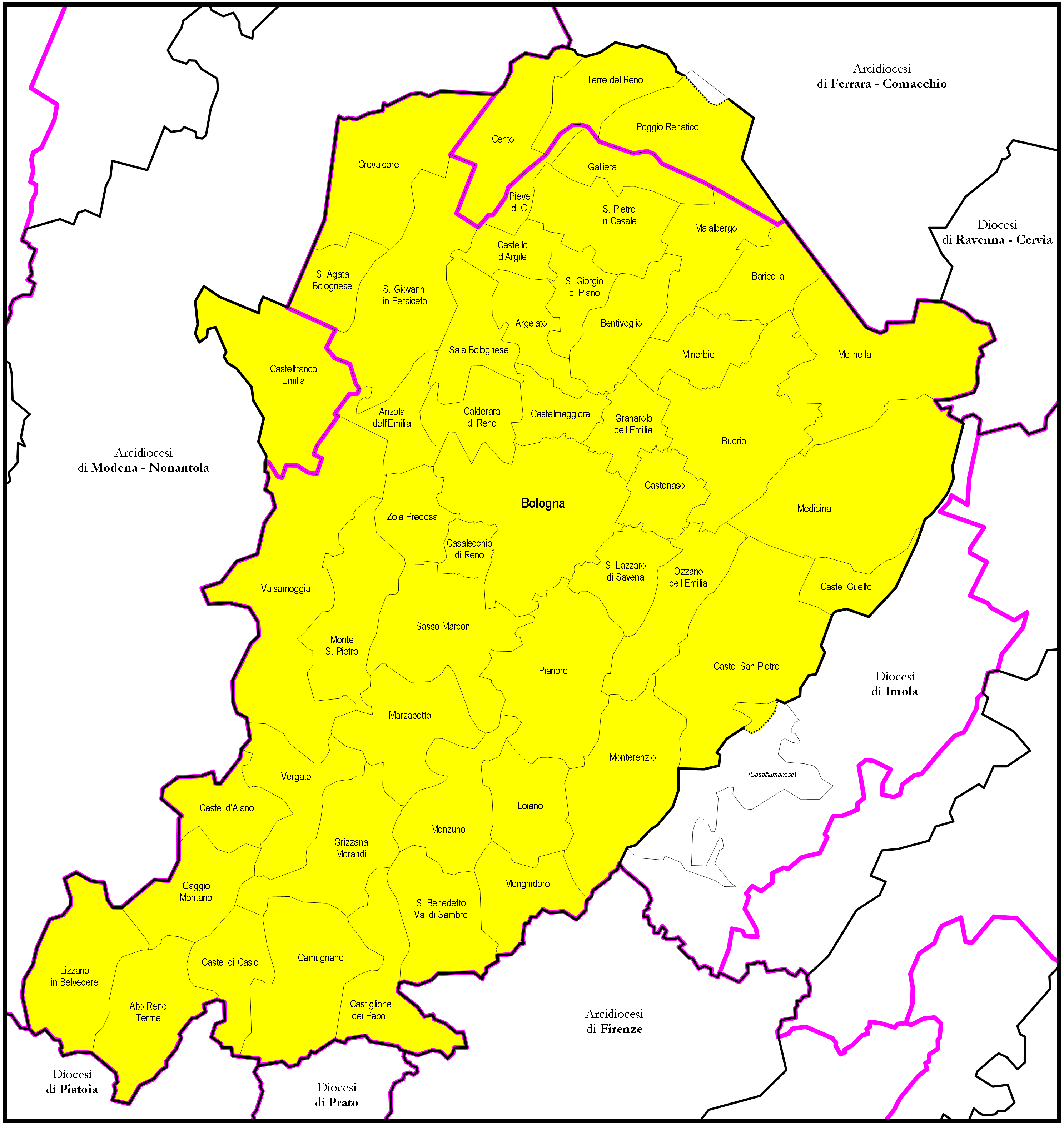
Territoire du diocèse.

Il est situé sur trois provinces d'Émilie-Romagne. La plus garde partie est dans la ville métropolitaine de Bologne, l'autre partie de la ville métropolitaine étant dans le diocèse d'Imola. Il gère les communes de Cento, Poggio Renatico et Terre del Reno de la province de Ferrare, le reste de cette province est dans les archidiocèses de Ferrare-Comacchio et Ravenne-Cervia. Il possède la municipalité de Castelfranco Emilia dans la province de Modène dont l'autre fraction est dans l'archidiocèse de Modène-Nonantola et les diocèses de Reggio d'Émilie-Guastalla et Carpi. Son territoire couvre 3 549 km2 divisé en 412 paroisses regroupées en quinze archidiaconés. Étant archidiocèse métropolitain, il a trois diocèses suffragants : l'archidiocèse de Ferrare-Comacchio, le diocèse de Faenza-Modigliana et le diocèse d'Imola.
Le siège archiépiscopal est à Bologne avec la cathédrale Saint-Pierre où se trouvent les reliques des saints évêques Faustinien, Félix, Zama. La ville de Bologne compte à elle seule 124 églises dont 93 paroisses, ainsi que huit basiliques mineures : San Petronio avec les dépouilles de saint Pétrone et du bienheureux Barthélemy Marie Dal Monte (it), San Domenico où se trouvent les corps de Dominique de Guzmán et de Jacques d'Ulm, San Francesco, San Giacomo Maggiore, Santa Maria dei Servi, Santo Stefano avec les sarcophages des saints Vital et Agricole, San Martino, Sant'Antonio di Padova. Toujours dans la même ville se trouve le sanctuaire de la Madonna di San Luca, le monastère du Corpus Domini (it) où les fidèles vénèrent le corps de sainte Catherine de Bologne, religieuse clarisse ; le monastère Sainte-Agnès où les religieuses dominicaines gardent les reliques des bienheureuses Diane d'Andalo et Cécile ; l'église San Sigismondo avec la châsse de la bienheureuse Imelda Lambertini et l'église San Giovanni in Monte (it) avec la tombe de la bienheureuse Hélène Duglioli.
Il existe plusieurs autres sanctuaires dans l'archidiocèse, ceux dédiés à la Vierge : Madonna della Pioggia, Madonna dell'Acero à Lizzano in Belvedere, Beata Vergine del Sasso à Sasso Marconi, Madonna di Riviera à Casalfiumanese, Beata Vergine del Carmine à Bazzano, Madonna de Passau à Crespellano, Madonna de Croce Martina à Savigno ; ceux dédiés à des saints comme à San Giovanni in Persiceto, lieu de pèlerinage à sainte Clélie Barbieri, fondatrice des Sœurs minimes de Notre-Dame des Douleurs et Galeazza, frazione de Crevalcore, lieu de vénération du bienheureux Ferdinand Marie Baccilieri, fondateur des servantes de Marie de Galeazza.

## Histoire
Nous avons des informations sur la première communauté chrétienne à Bologne à la fin du IIIe siècle avec le martyre de trois de ses membres : Procule, Vital et Agricole.
La date de l'érection du siège de l'évêque est incertaine, mais elle remonte généralement au IIIe siècle ou au début du IVe siècle avec Zama, le premier évêque dont on possède des documents. Bologne est l'un des rares diocèses italiens dont on possède la liste des évêques, jusqu'au XIIIe siècle sur des diptyques diocésains donc dignes de foi, cependant, lors des sept premiers siècles, le catalogue contient peu d'évêques et est confirmé par d'autres sources historiques. À partir du IVe siècle, Bologne est diocèse suffragant de l'archidiocèse de Milan ; vers la fin du Ve siècle, il devint une partie de la province ecclésiastique de l'archidiocèse de Ravenne.
Dans les luttes entre l'empire et la papauté aux XIe siècle et XIIe siècle et durant les années de domination de Frédéric Barberousse, le diocèse reste fidèle au pontife, même si l'empereur opte souvent pour des évêques schismatiques. En 1088, l’université de Bologne est créée, peut-être à partir d’anciennes écoles épiscopales et capitulaires. L'examen final et l'attribution du diplôme ont lieu dans la cathédrale au début du XIIIe siècle et jusqu'au XVIIIe siècle de nombreuses chaires universitaires sont confiées au clergé. En 1106, il est immédiatement soumis au Saint-Siège mais le 7 août 1118, un décret papal attribue à nouveau que le siège de Bologne est suffragant de l'archidiocèse de Ravenne.
En 1131, un accord est conclu avec l'abbaye de Nonantola pour se soustraire de la dépendance du diocèse de Modène et s'en séparer. Selon l'accord, les moines de Nonantola se tournent exclusivement vers les évêques de Bologne pour les saintes huiles et les consécrations. En 1306, Bologne qui prend les armes contre le légat apostolique, le cardinal Napoleone Orsini, est frappé d'excommunication et l'interdit. L'université est fermée et les professeurs déménagent à Padoue. L'année suivante, les Bolognaises s'amendent et obtiennent l'annulation de l'interdit et la réouverture de l'université.
Le 17 mai 1567, le séminaire diocésain est institué par le cardinal Gabriele Paleotti, conformément aux décrets du concile de Trente. Le 10 décembre 1582, le diocèse est élevé au rang d'archidiocèse par le pape bolonais Grégoire XIII avec la bulle Universi orbis lui donnant comme suffragants les diocèses de Modène, Reggio Emilia, Parme, Plaisance, Imola, Cervia et Crema. L'opposition du métropolite de Ravenne oblige le pape Clément VIII, le 15 décembre 1604, à confirmer la décision de Grégoire XIII, néanmoins la province ecclésiastique perd Imola et Cervia, qui revint de nouveau sous la juridiction de Ravenne, mais obtient le diocèse de Fidenza.
En 1723, commence la construction du sanctuaire de la Madonna di San Luca qui est consacrée en 1765. Tout au long du siècle, un zèle pastoral s’oppose à l’esprit des Lumières, particulièrement par des œuvres caritatives et le catéchisme. En 1796, les Français introduisent un nouvel ordre politique dans la ville, opposé à la religion. Les instituts religieux sont supprimés, les confréries et les œuvres de charité et d'assistance sont laïcisées, évinçant les ecclésiastiques.
Une nouvelle vague d'esprit anticlérical frappe le diocèse après son annexion au royaume de Sardaigne en 1859 ; jusqu'en 1882, les archevêques sont empêchés de résider dans le palais archiépiscopal et contraint de résider au séminaire. Le diocèse réagit en intensifiant les travaux d’éducation et de soins. Du 7 au 11 septembre 1927, Bologne accueille le neuvième congrès eucharistique national italien auquel assiste le cardinal Tommaso Pio Boggiani en tant que légat du pape. Pendant la Seconde Guerre mondiale, le cardinal Giovanni Battista Nasalli Rocca di Corneliano apporte son aide à la population et sauve des condamnés à mort. Les années du concile Vatican II sont marquées par la présence à Bologne du cardinal Giacomo Lercaro, un des protagonistes du même concile, qui donne à son siège une impulsion à la réforme liturgique et soutient le rôle des catholiques en politique.
Le dimanche 18 avril 1982, le cardinal Antonio Poma accueille Jean-Paul II en visite pastorale. Il revient visiter l'archidiocèse les 27 et 28 septembre 1997 à l'issue du XXIIIe congrès eucharistique national accueilli par le cardinal Giacomo Biffi ; À cette occasion, le grand concert dans lequel Bob Dylan, Lucio Dalla, Gianni Morandi et de nombreux autres artistes reste célèbre. Le 1er octobre 2017, l'archevêque Matteo Maria Zuppi accueille le pape François lors d'une visite pastorale à Bologne pour la fin du congrès eucharistique diocésain.

## Sources
- (it) Cet article est partiellement ou en totalité issu de l’article de Wikipédia en italien intitulé « Arcidiocesi di Bologna » (voir la liste des auteurs).
- (en) Catholic-Hierarchy

### Articles liés
- Liste des diocèses et archidiocèses d'Italie
- Église catholique en Italie